# جيانكارلو كاموليسي
جيانكارلو كاموليسي (بالإيطالية: Giancarlo Camolese)‏ (25 فبراير 1961 بتورينو في إيطاليا - ) هو مدرب كرة قدم وصحفي ولاعب كرة قدم إيطالي في مركز الوسط. لعب مع نادي ألساندريا ونادي بادوفا ونادي تورينو ونادي ريجينا ونادي فيتشينزا ونادي لاتسيو ونادي تارانتو 1927 وجونيور بييلا ليبرتاس وAssociazione Sportiva Dilettantistica Saviglianese Calcio ‏.

## وصلات خارجية
- جيانكارلو كاموليسي على موقع قاعدة بيانات كرة القدم.إي يو (الإنجليزية)
- جيانكارلو كاموليسي على موقع عالم كرة القدم.نت (الإنجليزية)